# کلر-۳۷
کلر-۳۷ (به انگلیسی: Chlorine-37) با نماد ۳۷
Cl یک از ایزوتوپ‌های پایدار عنصر کلر است که دارای ۲۰ نوترون و ۱۷ پروتون در هسته خود است. فراوانی طبیعی این عنصر ۲۴٫۲۳٪ است.یون به زمانی گفته میشود که پروتون که با بار مثبت است تعدادش با الکترون هسته متفاوت باشد